# シタデルカラー
シタデルカラー(Citadel Colour)は、イギリスのゲーム製作会社ゲームズワークショップが販売するホビー用塗料の名称。
自社ブランドの製品「シタデルミニチュア」（ゲーム「ウォーハンマー」シリーズや「ザ・ロード・オブ・ザ・リング」ゲームのミニチュア）の塗装を主な目的として開発されている。

## 概要
ゲームズワークショップ社が開発した水溶性アクリル系塗料である。有機溶剤を使用しない水性塗料であるため安全性が高く、使用後の筆も水で洗い流すことができる。一般的に使える塗料であるため、他社の模型への塗装も行うことができる。同社では塗料の他に、筆やエアブラシなどの画材、ニッパー、接着剤、パテなどのミニチュア組み立て用工具を自社ブランドで多数取り扱っている。ミニチュアの塗装を主眼に置いた特性とラインナップが利点といえる。
ゲームズワークショップ社では製品の改良を頻繁に行っており、その度に新製品や容器の変更、使用法の変更などがある。また実際の塗装手順や画材・工具の使用法についての書籍が、自社や日本の出版社からも（日本語で）発売されている。公式アプリでは、各種塗装法の動画や、ミニチュアや表現したい色彩に合わせた塗料などが検索可能となっている。
2012年4月には、製品ラインナップの全面的なリニューアルが図られた。2020年1月現在、用途別に7種類の塗料があり、別途缶スプレーも
数色発売されている。

### 日本市場
ゲームズワークショップ日本支社により正規輸入されており、国内で購入することができる。全ての製品に対して何らかの日本語説明がある。ポンドを基準とする輸入品のため国産品と比べると価格は割高である。また、ゲームズワークショップ社公式サイトから注文することもでき、英国の本社からロイヤルメールまたはDHLを介して届けられる。

## 製品ラインナップ

### シタデル・ベース
ペイントの下地となる塗料。隠蔽力が高く、黒いアンダーコートの上からでも重ね塗りの必要がない。

### シタデル・シェイド
粘性が低い流し込み用塗料。ミニチュアの凹凸に自然な陰影をつけることができる。乾燥後はつや消しとなるが、一部つやアリとなる塗料もある。

### シタデル・ドライ
シェイドとは逆に粘性が高く、ドライブラシ専用に調整された塗料。ミニチュアのハイライトを入れるのに使う。2020年現在、レイヤーの代用という扱い。

### シタデル・レイヤー
ベースで塗った上から重ね塗りするための塗料。隠蔽力は低めで、ミニチュアの明るい部分に塗ることでグラデーションを表現する。

### シタデル・テクニカル
特殊な塗装表現や地面のデコレートなど、ミニチュアの塗装をより引き立たせるための塗料が用意されている。

### シタデル・エアー
エアブラシでそのまま塗装できるように調合された塗料。元となった「ベース」や「レイヤー」と、色見は全くの同一である。「エアー」専用の色も発売されている。

### シタデル・コントラスト
2019年発売。専用のベースカラーでアンダーコートした上から塗ると、「ベース」と「シェイド」の効果が同時に得られ、自然な陰影が付けられる。コントラストカラーだけで塗装する方法を「コントラストメソッド」、従来のカラーで塗装する方法を「クラシックメソッド」と呼称している。

## 文献
- 『ホビージャパン エクストラ 2018 Spring (ホビージャパンMOOK 856)』ホビージャパン、2018年3月。ISBN 978-4-7986-1666-7。
- 『ホビージャパン エクストラ 2019 Summer (ホビージャパンMOOK 951)』ホビージャパン、2018年8月。ISBN 978-4-7986-1994-1。
- せなすけ、丹野/雄士『シタデルカラーの教科書』新紀元社、2019年11月。ISBN 978-4-7753-1785-3。